# Mišji Dol
Mišji Dol je naselje v Občini Šmartno pri Litiji. Skozenj teče Mišji potok, ki se izliva v potok Branica, ta pa v Temenico.